# La Torre (banda)
La Torre fue una banda argentina de rock de los años 1980, cuya vocalista fue Patricia Sosa. 
Esta banda se convirtió en una de las más populares del hard rock de su país de los ochenta, se disolvió a fines de la década, dando paso a la carrera solista de Sosa.

## Biografía
La Torre se formó en 1981 con un estilo musical de rock duro. Los orígenes del grupo pueden encontrarse en la banda Nomady Soul, grupo formado en 1975 que tocaba pop rock con letras en inglés. La formación de aquella banda era: Gustavo Giles (bajo), Ricardo Giles (batería), Pilu Camacho (guitarra), Oscar Mediavilla (guitarra), Luis Múscolo (teclados) y Patricia Sosa (voz). En 1981, queda formada La Torre, con todos los miembros de Nomady Soul, pero con Carlos García López en lugar de Camacho. 
A fines de 1982, después de la Guerra de las Malvinas, sale a la venta su álbum debut, el cual es muy bien recibido, con el tema "Colapso nervioso" frecuentemente difundido en la radio. 
Este trabajo demostró toda la capacidad de la banda, apuntalada por la potente voz y carisma de Patricia Sosa y la guitarra de Oscar Mediavilla, autor de los temas y pareja de la cantante. 
La Torre debutó ante el público el 17 de septiembre de 1982, pero fue dos meses más tarde, durante su actuación en el festival BA Rock IV, donde se convirtieron en grupo revelación. 
El grupo pasó por varios cambios de integrantes: en 1983, Jota Morelli reemplazó a Ricardo Giles en la batería, y Fernando Lupano a Gustavo Giles en el bajo. La popularidad en ascenso del grupo y el asentamiento en la energía vocal de Sosa, que también pasó a componer y que fue elegida como la "mejor cantante" en las encuestas de año 1983, elevaron ampliamente la popularidad de la banda. La misma Patricia se encargaba de recorrer las radios porteñas a pie (para ahorrar dinero para sus clases de canto), y de este modo entregar en mano su material a los locutores y musicalizadores.
En 1984 hubo nuevos cambios de integrantes, Beto Topini reemplazó a Jota Morelli y a fines de 1985, Gady Pampillón reemplazó a Carlos García López, tras la edición de Sólo quiero rock & roll. 
En 1986 entra Ricky Matut como bajista, reemplazando a Fernando Lupano que se va a la banda de Charly García. 
Entre agosto y septiembre de 1988 la banda se embarca en una gira por la Unión Soviética, algo inédito para un grupo de rock argentino, siendo además uno de los primeros grupos de rock extranjeros en tocar detrás de la Cortina de Hierro (en plena apertura hacia Occidente), donde realizan 27 conciertos en 28 días, totalizando una concurrencia cercana a las 300.000 personas.
La banda se disolvió a principios de 1990, al comenzar la carrera solista de Patricia Sosa, que se volcó más hacia la música melódica y romántica, conservando en sus inicios a parte de La Torre (Ricky Matut y Juan Forcada).
Tras la separación de la banda, sus músicos tuvieron destacadas carreras con otros grupos. 
El 27 de septiembre de 2014, fallece el guitarrista Carlos «El Negro» García López en un accidente automovilístico. Esto ocurrió cuando volvía desde Sierra de la Ventana a Buenos Aires, tras la filmación del videoclip de la canción "Frenesí", en el que participó la banda Almafuerte.

## Miembros

### 1982 - La Torre
- Patricia Sosa - voz líder
- Negro García López - guitarra líder, voces
- Oscar Mediavilla - guitarra rítmica, voces
- Gustavo Giles - bajo, voces
- Ricardo Giles - batería
- Luis Alberto Múscolo - teclados

### 1983 - Viaje a la libertad
- Patricia Sosa - voz líder
- Negro García López - guitarra líder, voces
- Oscar Mediavilla - guitarra rítmica, voces
- Gustavo Giles - bajo
- Jota Morelli - batería
- Luis Alberto Múscolo - teclados

### 1984 - Sólo quiero rock & roll
- Patricia Sosa - voz líder
- Negro García López - guitarra líder, voces
- Oscar Mediavilla - guitarra rítmica, voces
- Fernando Lupano - bajo
- Jota Morelli - batería
- Luis Alberto Múscolo - teclados

### 1986 - Presas de caza
- Patricia Sosa - voz líder
- Gady Pampillón - guitarra líder, voces
- Oscar Mediavilla - guitarra rítmica, voces
- Fernando Lupano - bajo
- Beto Topini - batería
- Luis Alberto Múscolo - teclados

### 1987 - En vivo
- Patricia Sosa - voz líder
- Gady Pampillón - guitarra líder, voces
- Oscar Mediavilla - guitarra rítmica, voces
- Fernando Lupano - bajo
- Beto Topini - batería
- Juan Forcada - teclados

### 1988 - Movimiento
- Patricia Sosa - voz líder
- Gady Pampillón - guitarra líder, voces
- Oscar Mediavilla - guitarra rítmica, voces
- Ricky Matut - bajo
- Beto Topini - batería
- Juan Forcada - teclados

## Discografía

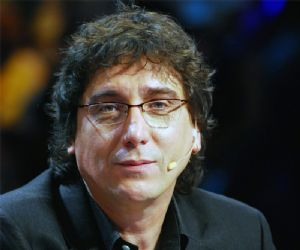
Oscar Mediavilla, co - fundador y segunda guitarra de la banda.

- La Torre (1982)
- Viaje a la libertad (1983)
- Sólo quiero rock and roll (1984)
- Presas de caza (1986)
- En vivo (1987)
- Movimiento (1988)